# Процедура співпраці
Процедура співпраці (англ. Cooperation procedure) — процедура ухвалювання рішень в Європейському Союзі, що збільшила вплив Парламенту на законодавчий процес, надавши йому право другого читання деяких законопроєктів.
Процедуру співпраці запровадив Єдиний європейський акт 1986 року. Договір про Європейський Союз поширив застосування співпраці на чотирнадцять галузей політики, але Амстердамський договір фактично скасував нововведення на користь оновленої процедури спільного ухвалювання рішень, яка надає Парламентові значно більше законодавчої влади.
Нині процедуру співпраці фактично більше не використовують. Вона суттєво вплинула на розвиток Європарламенту на початку 1990-х, а окремі її елементи увійшли до процедури спільного ухвалювання рішень.
Процедура співпраці була остаточно скасована Лісабонським договором.